# Christopher Gore
Christopher Gore (Boston, 1758. szeptember 21. – Waltham, 1827. március 1.) az Amerikai Egyesült Államok szenátora (Massachusetts, 1813–1816).